# Herman Sikumbang
Herman Sikumbang (17 de marzo de 1982-22 de diciembre de 2018) fue un guitarrista  y cantante ocasional indonesio, miembro de la banda de pop rock indonesia Seventeen entre 1999 y 2018. Murió ahogado a los 36 años de edad a causa del tsunami del estrecho de la Sonda, que encontró a la banda actuando en un escenario junto a la playa en el resort Tanjung Lesunj.
En 2012 se había casado con la actriz y modelo indonesia Juliana Moechtar e iba a ser candidato al Consejo Representativo del Pueblo (parlamento indonesio) durante las elecciones legislativas de 2019, representando al Partido del Despertar Nacional.